# Línea 626A (Interurbanos Madrid)
La línea 626A de la red de autobuses interurbanos de Madrid une la estación de Majadahonda con Villanueva del Pardillo.

## Características
Se trata de una variante de la línea 626, facilitando la conexión entre ambos municipios en un trayecto de 30 minutos de duración.
No presta servicio durante fines de semana ni festivos.
La línea no mantiene los mismos horarios todo el año, desde el 16 de julio al 31 de agosto se reducen el número de expediciones, además de los días excepcionales vísperas de festivo y festivos de Navidad en los que los horarios también cambian y se reducen.
Está operada por la empresa Auto Periferia mediante la concesión administrativa VCM-602 - Madrid – Las Rozas –  Villanueva de la Cañada – Quijorna (Viajeros Comunidad de Madrid) del Consorcio Regional de Transportes de Madrid.

## Horarios

### 1 septiembre - 15 julio
| Lunes a viernes laborables                   |                                              |
| Majadahonda FF.CC. > Villanueva del Pardillo | Villanueva del Pardillo > Majadahonda FF.CC. |
| 07:00                                        | 07:00                                        |
| 07:40                                        | 07:40                                        |
| 08:20                                        | 08:20                                        |
| 09:00                                        | 09:00                                        |
| 09:40                                        | 09:40                                        |
| 10:20                                        | 10:20                                        |
| 11:00                                        | 11:00                                        |
| 11:40                                        | 11:40                                        |
| 12:20                                        | 12:20                                        |
| 13:00                                        | 13:00                                        |
| 13:40                                        | 13:40                                        |
| 14:20                                        | 14:20                                        |
| 15:00                                        | 15:00                                        |
| 15:40                                        | 15:40                                        |
| 16:20                                        | 16:20                                        |
| 17:00                                        | 17:00                                        |
| 17:40                                        | 17:40                                        |
| 18:20                                        | 18:20                                        |
| 19:00                                        | 19:00                                        |
| 19:40                                        | 19:40                                        |
| 20:20                                        | 20:20                                        |
| 21:00                                        | 21:00                                        |
| 21:40                                        | 21:40                                        |
| 22:20                                        | 22:20                                        |

### 16 julio - 31 agosto
| Lunes a viernes laborables                   |                                              |
| Majadahonda FF.CC. > Villanueva del Pardillo | Villanueva del Pardillo > Majadahonda FF.CC. |
| 07:00                                        | 07:00                                        |
| 08:00                                        | 08:00                                        |
| 09:00                                        | 09:00                                        |
| 10:00                                        | 10:00                                        |
| 11:00                                        | 11:00                                        |
| 12:00                                        | 12:00                                        |
| 13:00                                        | 13:00                                        |
| 14:00                                        | 14:00                                        |
| 15:00                                        | 15:00                                        |
| 16:00                                        | 16:00                                        |
| 17:00                                        | 17:00                                        |
| 18:00                                        | 18:00                                        |
| 19:00                                        | 19:00                                        |
| 20:00                                        | 20:00                                        |
| 21:00                                        | 21:00                                        |
| 22:00                                        | 22:00                                        |

## Recorrido y paradas

### Sentido Villanueva del Pardillo
| Código | Parada                                      | Común con                   | Conexión con Cercanías | Municipio               | Zona |
| ------ | ------------------------------------------- | --------------------------- | ---------------------- | ----------------------- | ---- |
| 13003  | Norias - Est. Majadahonda                   | 653 654 1                   | Majadahonda            | Majadahonda             |      |
| 06232  | Ctra. Plantío - Los Sauces                  | 567 650B 651 652 2          |                        | Majadahonda             |      |
| 06233  | Ctra. Plantío - Novotiendas                 | 567 650B 651 652 2          |                        | Majadahonda             |      |
| 06234  | Ctra. Plantío - Cerro del Aire              | 567 650B 651 652 2          |                        | Majadahonda             |      |
| 06235  | Doctor Calero - Nicaragua                   | 567 650B 651 652 2          |                        | Majadahonda             |      |
| 06236  | Doctor Calero - Jardinillos                 | 561 561A 626 650B 651 652   |                        | Majadahonda             |      |
| 06178  | Av. Doctor Marañón - Pza. Laguna Vieja      | 650B 652                    |                        | Majadahonda             |      |
| 11857  | Av. Doctor Marañón - Dr. Jiménez Díaz       | 650B 652                    |                        | Majadahonda             |      |
| 17330  | Av. Doctor Marañón - Av. Guadarrama         | 652 1                       |                        | Majadahonda             |      |
| 10469  | Ctra. M-509 - Urb. Entreálamos              | 623 627 641 642 643 FS1     |                        | Majadahonda             |      |
| 06179  | Ctra. M-509 - Urb. Villafranca del Castillo | 623 626 627 641 642 643 FS1 |                        | Villanueva del Pardillo |      |
| 19382  | Ctra. M-509 - Urb. Las Vegas                | 626 627 641 642 643         |                        | Villanueva del Pardillo |      |
| 06193  | Ctra. M-509 - Urb. Santa María              | 626 627 641 642 643 FS1     |                        | Villanueva del Pardillo |      |
| 15845  | Ctra. M-509 - Aladierna                     | 626 627 641 642 643 FS1     |                        | Villanueva del Pardillo |      |
| 06200  | Av. Madrid - Adolfo Suárez                  | 626 627 641 642 643 645 FS1 |                        | Villanueva del Pardillo |      |
| 15347  | Ctra. M-509 - San José Calasanz             | 626 627 641 642 643 645 FS1 |                        | Villanueva del Pardillo |      |
| 12211  | Av. Guadarrama - Concepción                 | 643                         |                        | Villanueva del Pardillo |      |
| 12213  | Ramón y Cajal - Paloma                      | 643                         |                        | Villanueva del Pardillo |      |
| 15120  | C.º Real - Av. Juan Carlos I                | 643                         |                        | Villanueva del Pardillo |      |
| 15122  | C.º Real - Río Ebro                         | 643                         |                        | Villanueva del Pardillo |      |
| 15124  | C.º Real - Río Miño                         | 643                         |                        | Villanueva del Pardillo |      |

### Sentido Majadahonda
| Código | Parada                                      | Común con                     | Conexión con Cercanías | Municipio               | Zona |
| ------ | ------------------------------------------- | ----------------------------- | ---------------------- | ----------------------- | ---- |
| 15125  | C.º Real - Sierra de Pedroso                | 643                           |                        | Villanueva del Pardillo |      |
| 15123  | C.º Real - Sierra de Moncalvillo            | 643                           |                        | Villanueva del Pardillo |      |
| 15121  | C.º Real - Valle del Cerrato                | 643                           |                        | Villanueva del Pardillo |      |
| 12214  | Ramón y Cajal - Paloma                      | 643                           |                        | Villanueva del Pardillo |      |
| 12212  | Av. Guadarrama - Concepción                 | 643                           |                        | Villanueva del Pardillo |      |
| 15348  | Ctra. M-509 - Santo Tomás                   | 626 627 641 642 643 645 FS1   |                        | Villanueva del Pardillo |      |
| 06199  | Av. Madrid - Recaudación                    | 626 627 641 642 643 645 FS1   |                        | Villanueva del Pardillo |      |
| 15846  | Ctra. M-509 - Santa Ana                     | 626 627 641 642 643 FS1       |                        | Villanueva del Pardillo |      |
| 06201  | Ctra. M-509 - Urb. Santa María              | 626 627 641 642 643 FS1       |                        | Villanueva del Pardillo |      |
| 19412  | Ctra. M-509 - Urb. Villafranca del Castillo | 623 626 627 641 642 643 FS1   |                        | Villanueva del Pardillo |      |
| 10470  | Ctra. M-509 - Urb. Entreálamos              | 623 627 641 642 643 FS1       |                        | Majadahonda             |      |
| 17331  | Av. Doctor Marañón - Miguel Hernández       | 652 2                         |                        | Majadahonda             |      |
| 06242  | Av. Doctor Marañón - San Roque              | 652 2                         |                        | Majadahonda             |      |
| 06203  | Av. Doctor Marañón - Pza. Laguna Vieja      | 650A 652 654                  |                        | Majadahonda             |      |
| 06250  | Doctor Calero - Jardinillos                 | 561 561A 626 650A 651 652 654 |                        | Majadahonda             |      |
| 06251  | Doctor Calero - Fundadores                  | 567 650A 651 652 654 1        |                        | Majadahonda             |      |
| 06252  | Ctra. Plantío - Cerro del Aire              | 567 650A 651 652 654 1        |                        | Majadahonda             |      |
| 06253  | Ctra. Plantío - Novotiendas                 | 567 650A 651 652 654 1        |                        | Majadahonda             |      |
| 06254  | Ctra. Plantío - Los Sauces                  | 567 650A 651 652 654 1        |                        | Majadahonda             |      |
| 13003  | Norias - Est. Majadahonda                   | 653 654 1                     | Majadahonda            | Majadahonda             |      |